# Bojano
Bojano es una localidad y comune italiana de la provincia de Campobasso, región de Molise, con 8860 habitantes.
En la antigüedad fue conocida como Boviano, nombre que le dieron los samnitas que la fundaron.

## Evolución demográfica
| Gráfica de evolución demográfica de Bojano entre 1861 y 2008 |
|                                                              |
| Fuente ISTAT - elaboración gráfica de Wikipedia              |

## Historia
Localizada en la histórica región italiana de Samnio, tiene su origen en el siglo VII a. C., siendo fundada por los pentros, uno de los pueblos que posteriormente darían lugar a los samnitas. 
En el 305 a. C. los romanos vencieron a los samnitas en la batalla de Boviano, que puso fin a la segunda guerra samnita.
En el 88 a. C. tuvo un rol también importante en la Guerra Social, que enfrentó a Roma con sus antiguos aliados latinos. 
Bajo el dominio romano, estos la rebautizaron como Bovianum Undecumanorum, a la que enviaron pobladores romanos con el fin de latinizar la región.